# Stehlikiana erratilis
Stehlikiana erratilis är en insektsart som beskrevs av Young 1977. Stehlikiana erratilis ingår i släktet Stehlikiana och familjen dvärgstritar. Inga underarter finns listade i Catalogue of Life.